# Oncholaimus nigrocephalatus
Oncholaimus nigrocephalatus är en rundmaskart som beskrevs av Nathan Augustus Cobb 1930. Oncholaimus nigrocephalatus ingår i släktet Oncholaimus och familjen Oncholaimidae. Inga underarter finns listade i Catalogue of Life.